# Agave (mitologia)
Agave, na mitologia grega, era casada com Equionte, um dos espartos (semeados), nascidos dos dentes do dragão de Ares. 
Ela era filha de Cadmo e da deusa Harmonia, sendo esta filha de Ares e Afrodite. Foi mãe do rei Penteu.

## Família
Cadmo, filho de Agenor, rei da Fenícia, foi enviado por seu pai com a missão de recuperar Europa, que havia sido raptada. Após algumas aventuras , Cadmo matou um dragão, que havia sido enviado por Ares  (ou poderia ser filho de Ares) e semeou os dentes do dragão na terra como uma colheita  da qual nasceram soldados totalmente armados, que lutaram até a morte, até que só sobraram cinco, quando Equionte, um deles, comandou que eles parassem de lutar. Para propiciar Ares, Cadmo serviu um ano (equivalente a oito dos anos atuais) a Ares, e depois disso casou-se com Harmonia, a filha da união de Ares com Afrodite.
Um dos filhos de Cadmo e Harmonia foi Agave, que se casou com Equionte; desta união nasceu Penteu.[carece de fontes?]